# Мордехай Гольденберг
Мордеха́й Го́льденберг (* 1883 (в деяких джерелах 1885), Згуриця Сороцького повіту Бессарабської губернії (сучасний Дрокійський район Молдови) — † 1941, гетто у Бершаді), вчитель івриту, письменник.

### Ранні роки
Народився в єврейській землеробській колонії. По тому родина переїздить в Атаки Хотинського повіту (Окницький район), Ришкани Белцького повіту (сучасний центр Ришканського району), Капрешти Сорокського повіту (Флорештський район) — оселився наприкінці 1910-х років, проживав там до 1934 року. Цим часом проявив себе як педагог та активіст ощадно-позикового товариства, окрім того — постійний кореспондент кишинівської газети «Ундзер Цайт» («Наш час», редактор З.Розенталь). Про його перебування в Капрештах написав оповідання Іхіл Шрайбман «Кантор і його співочі» в циклі «Рашківські історії».
З 1934 року проживав в містечку Секуряни — тепер Сокирянський район Чернівецької області.

### Початок письменницької кар'єри
Де проживав, там займався навчанням єврейських дітей староєврейській мові. Як педагог виховав низку єврейських літераторів, з них Герцль Гайсінер-Рівкін, Ершл Цельман, Біньюмен-Іцхок Духовний (псевдонім Б. І. Міхалі). К. А. Бертіну вважав його своїм літературним наставником, вплинув також на творчість Іцхока Вайнштейна, Якова Кучера, Шмуела-Лейб Бланка.
Писав на івриті, друкувався в періодичних виданнях Кишинева — газета «Ундзер Цайт» («Наш час»), Бухареста — двомовна румунсько-ідиш газета «Трібуне» та Чернівців — журнал «Черновіцер Блетер» («Чернівецькі листки»), зокрема поезії «Пісні війни» (1930) та книга дитячих оповідань «Зерна» — в співпраці з К. А. Бертіну, Іцхоком Вайнштейном та Левіном Кіпнісом — 1939, Кишинів.
1940 року його поезія на ідиш увійшла в двомовний збірник «Решафім ба Арава», після приєднання Буковини до СРСР книжка не розходиться великим тиражем, в 1946 році вона була перевидана у Тель-Авіві.

### Життєвий фінал
Початок радянсько-німецької війни застав його родину в Секурянах, з дружиною та дочкою Етей депортований до гетто.
Гольденберга примушують бути присутнім при зґвалтуванні румунськими солдатами його дружини і дочки, обидві покінчили з собою на наступний день. Він сам загинув у Бершадському гетто через декілька місяців. Згідно певних джерел, загинув у Вертіженах.
Посмертно опубліковано в 1951 році збірник обраної прози «Давня станція» — складений К. А. Бертіну, Б. І. Міхалі та Я. Фіхманом, Тель-Авів.

## Книги
- גרגרים, לתינוקות (зёрна, детские истории, совместно с К. А. Бертини, И. Вайнштейном и Левином Кипнисом), «Тарбут»: Кишинёв, 1939.
- איך למרה הסנונית את אפרוחיה (повести и рассказы), издательство «Тарбут»: Кишинёв, 1939.
- פּרות מספרים (проза), издательство «Тарбут беБесарабия»: Кишинёв, 1939.
- מבֿחר כּתּבֿים: רשפים בערבה (мивхар ктавим: Решафим баАрава, стихи), собрание сочинений — том первый, «Тарбут беБесарабия», «Техник-М. Дектор»: Кишинёв, 1940 (переиздано в Тель-Авиве, 1946).
- מבֿחר כּתּבֿים: הטחנה העתּיקה (мивхар ктавим — собрание сочинений: повести и рассказы), том второй, составители К. А. Бертини, Б. И. Михали и Яков Фихман, Тель-Авив, 1951.